# Viktor Kassai
Viktor Kassai, född 10 september 1975, är en ungersk fotbollsdomare som bland annat dömt herrfinalen i OS i Peking 2008 mellan Nigeria och Argentina. Kassai dömde i fotbolls-VM 2010, där hans första match var den mellan Brasilien och Nordkorea den 15 juni. Han har varit Fifa-domare sedan 2003. Han dömde Uefa Champions League finalen 2011 mellan Barcelona och Manchester United.